# Culicoidea
Culicoidea là một liên họ trong bộ Diptera. 

## Hình ảnh

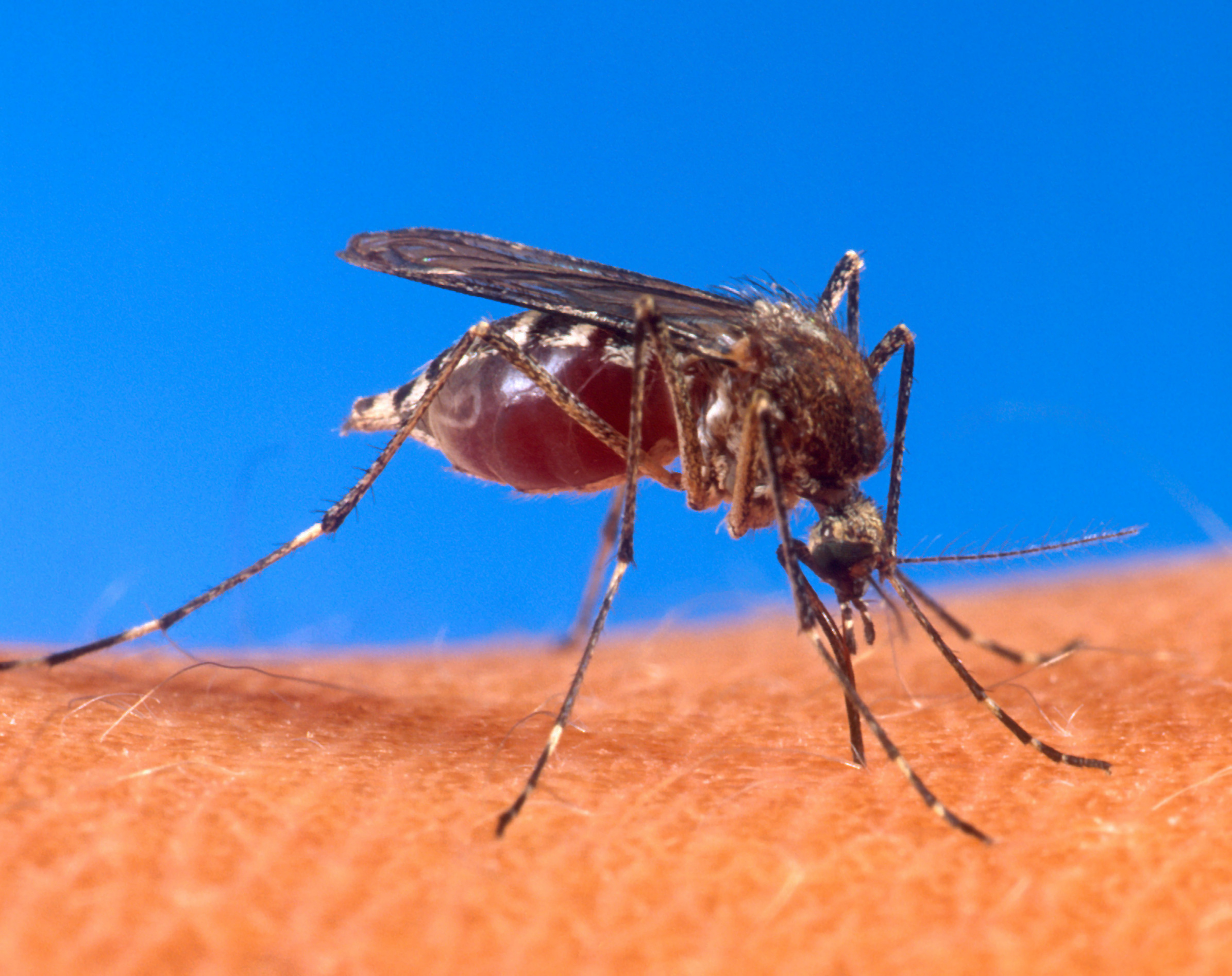

## Các họ
Liên họ này gồm các họ:
- Dixidae –
- Corethrellidae –
- Chaoboridae –
- Culicidae – muỗi